# 인천송도초등학교
인천송도초등학교(仁川松島初等學校)는 대한민국 인천광역시 연수구 옥련동에 있는 공립 초등학교로, 이 학교는 과도정부 미군정 조선 시대 말기였던 1948년 4월 1일에 첫 개교하였다.

## 학교 연혁
- 1948년 4월 1일 인천학익국민학교 옥련분실 설치
- 1952년 5월 24일 인천옥련국민학교 승격(8학급)
- 1957년 3월 13일 인천송도국민학교 교명 변경
- 1975년 3월 1일 동춘분교 동춘국민학교로 독립승격(12학급)
- 1994년 10월 27일 강당 완공(급식소병용)
- 1996년 3월 1일 인천송도초등학교로 교명 변경
- 2016년 1월 10일 송도체육과 설립 인가(5억4천만원)
- 2016년 11월 3일~2016년 11월 4일 이틀간 솔섬 재능 발표회
- 2017년 2월 10일 제65회 졸업식(남: 52명, 여: 52명 총104명, 졸업생 누계 : 15,329명)
- 2017년 3월 2일 일반학급 20학급, 특수학급 2학급 22학급 편성
- 2017년 9월 1일 제22대 모미정 교장선생님 부임

## 참고 자료
- 인천송도초등학교 - 한국교육학술정보원 학교알리미